# Abdul Hadi Arghandiwal
Abdul Hadi Arghandiwal (Kabul, 1952) es un político afgano, economista de profesión, quien se desempeñó en dos ocasiones como Ministro de Finanzas y una como Ministro de Economía de ese país. Además, es el actual jefe del Partido Islámico.
Anteriormente, estuvo aliado al caudillo islamista Gulbuddin Hekmatyar, pero en 2008 fue elegido como presidente de una facción moderada del Partido Hekmatyar.
Abdul Hadi Arghandiwal obtuvo una licenciatura universitaria en economía, antes de comenzar a trabajar como funcionario del Ministerio de Planificación en 1977. Después viajó a Estados Unidos, donde estableció por un tiempo. De regreso en Afganistán, huyó a Pakistán debido a la guerra civil.
Sirvió como Ministro de Finanzas desde julio de 1996 hasta septiembre del mismo año, cuando Kabul fue tomada por los talibanes y huyó del país. Arghandiwaal también se ha desempeñado como asesor del presidente Hamid Karzai sobre asuntos tribales. 
El 16 de enero de 2010 fue nombrado como Ministro de Finanzas, tras haber obtenido el apoyo del Parlamento afgano. Sirvió en una segunda ocasión como Ministro de Finanzas del presidente Ashraf Ghani Ahmadzai, entre marzo de 2020 hasta su destitución en enero de 2021.